# Stadsrenden
Stadsrenden er en dokumentarfilm fra 1973 instrueret af Nils Vest og Henrik Sørensen.

## Handling
En lille skildring af en å i Hvidovre, STADSRENDENS skæbne. Pga. forurening er dyrelivet i åen efterhånden uddødt. Alligevel tjener den som en god legeplads for kvarterets børn. I stedet for at rense den vælger kommunen at lægge den i rør - og den sidste rest af miljø er væk. Vi hører nogle børn fortælle om åen og den skæbne.